# Belinda Cordwell
Belinda Cordwell (* 21. September 1965 in Wellington) ist eine ehemalige neuseeländische Tennisspielerin.

## Karriere
Cordwell konnte auf der WTA Tour einen Einzel- und zwei Doppeltitel feiern. 1988 musste sie sich bei den Olympischen Spielen bereits in der ersten Runde der Britin Sara Gomer geschlagen geben. Bei den Australian Open stand sie 1989 im Halbfinale, scheiterte dort allerdings an Helena Suková. Im selben Jahr erreichte sie mit Platz 17 ihre beste Weltranglistenposition.
Von 1982 bis 1991 spielte sie für die neuseeländische Fed-Cup-Mannschaft, für die sie bei 15 Niederlagen 14 Siege beisteuerte.
Nach ihrer Tenniskarriere war sie unter anderem als Sportkommentatorin tätig.

## Turniersiege

### Einzel
| Nr. | Datum          | Turnier  | Kategorie  | Belag     | Finalgegnerin  | Ergebnis |
| --- | -------------- | -------- | ---------- | --------- | -------------- | -------- |
| 1.  | 16. April 1989 | Singapur | WTA Tier V | Hartplatz | Akiko Kijimuta | 6:1, 6:0 |

### Doppel
| Nr. | Datum            | Turnier  | Kategorie      | Belag     | Partnerin        | Finalgegnerinnen             | Ergebnis       |
| --- | ---------------- | -------- | -------------- | --------- | ---------------- | ---------------------------- | -------------- |
| 1.  | 20. Oktober 1985 | Tokio    | WTA World Tour | Hartplatz | Julie Richardson | Laura Gildemeister Beth Herr | 6:4, 6:4       |
| 2.  | 16. April 1989   | Singapur | WTA Tier V     | Hartplatz | Elizabeth Smylie | Ann Henricksson Beth Herr    | 6:76, 6:2, 6:1 |

## Abschneiden bei Grand-Slam-Turnieren

### Einzel
| Turnier         | 1985 | 1986  | 1987 | 1988 | 1989 | 1990 | 1991 | Karriere |
| --------------- | ---- | ----- | ---- | ---- | ---- | ---- | ---- | -------- |
| Australian Open | 1    | n. a. | 2    | AF   | HF   | —    | 1    | HF       |
| French Open     | —    | 1     | —    | —    | —    | —    | —    | 1        |
| Wimbledon       | —    | 1     | 3    | 3    | —    | 1    | —    | 3        |
| US Open         | 3    | —     | —    | 1    | —    | 2    | —    | 3        |

Zeichenerklärung: S = Turniersieg; F, HF, VF, AF = Einzug ins Finale / Halbfinale / Viertelfinale / Achtelfinale; 1, 2, 3 = Ausscheiden in der 1. / 2. / 3. Hauptrunde; Q1, Q2, Q3 = Ausscheiden in der 1. / 2. / 3. Runde der Qualifikation; n. a. = nicht ausgetragen

### Doppel
| Turnier         | 1984 | 1985 | 1986  | 1987 | 1988 | 1989 | 1990 | 1991 | Karriere |
| --------------- | ---- | ---- | ----- | ---- | ---- | ---- | ---- | ---- | -------- |
| Australian Open | —    | 1    | n. a. | AF   | 2    | AF   | —    | 2    | AF       |
| French Open     | —    | —    | 1     | —    | —    | —    | —    | —    | 1        |
| Wimbledon       | —    | 1    | 2     | AF   | 1    | —    | 1    | 1    | AF       |
| US Open         | 1    | —    | 1     | 2    | 2    | —    | 2    | 1    | 2        |

### Mixed
| Turnier         | 1986  | 1987 | 1988 | 1989 | 1990 | 1991 | Karriere |
| --------------- | ----- | ---- | ---- | ---- | ---- | ---- | -------- |
| Australian Open | n. a. | AF   | 1    | 1    | —    | 1    | AF       |
| French Open     | —     | —    | —    | —    | —    | —    | —        |
| Wimbledon       | 1     | AF   | —    | —    | —    | 2    | AF       |
| US Open         | —     | —    | —    | —    | —    | —    | —        |